# Tadeusz Joachimiak
Tadeusz Jan Joachimiak (ur. 30 lipca 1934 w Niesłabinie, zm. 28 stycznia 2021 we Włocławku) – polski inżynier mechanik i metalurg, kierownik i dyrektor fabryk, samorządowiec, urzędnik i działacz społeczny.
Prezydent Włocławka w latach 1986-1990. W latach 1973–1981 kierownik Fabryki Lin i Drutu DRUMET we Włocławku. Wcześniej dyrektor Zakładów Metalowych w Bytomiu i Zabrzu.

## Życiorys
Syn Jana i Władysławy. W 1957 r. ukończył studia I stopnia na Wydziale Metalurgicznym Politechniki Częstochowskiej. W roku akademickim 1968/69 uzyskał tytuł magistra inżyniera mechanika na Wieczorowym Studium Magisterskim na Wydziale Mechanicznym Politechniki Śląskiej w Gliwicach. Po studiach rozpoczął pracę w śląskich zakładach. Po kolejnych awansach został dyrektorem Zakładów Metalowych w Bytomiu i Zabrzu. W 1973 r. przeprowadził się wraz z rodziną do Włocławka. Tu został zatrudniony jako kierownik w Fabryce Lin i Drutu DRUMET im. Rewolucji Październikowej. W ciągu dwóch lat od objęcia przez niego posady kierowniczej, zakład spłacił w całości kredyt zaciągnięty na budowę nowej fabryki. 30 stycznia 1978 r. jako pracownik Drumet-u opatentował nowy typ zespołu okiennego budynku z metalowymi ościeżnicami i ramami. W 1981 r. został Dyrektorem Wydziału Handlu i Usług w Urzędzie Wojewódzkim we Włocławku
19 listopada 1986 r. został wybrany przez Miejską Radę Narodową na Prezydenta Włocławka. Jego kadencja przypadła na okres transformacji systemowej. Urzędowanie zakończył 30 czerwca 1990 roku
Po ustąpieniu ze stanowiska, pracował jako dyrektor w Agencji Rozwoju Regionalnego. W 2003 r. był Przewodniczącym Rady Nadzorczej Miejskiego Przedsiębiorstwa Wodociągów i Kanalizacji we Włocławku. W 2007 r. został odwołany ze stanowiska przez ówczesnego prezydenta miasta Andrzeja Pałuckiego. Powodem serii odwołań w MPWiK była zbyt duża podwyżka cen wody i odprowadzania ścieków.
W 1989 r. kandydował z list Polskiej Zjednoczonej Partii Robotniczej w wyborach parlamentarnych do sejmu kontraktowego. Startował z 3. miejsca w walce o mandat nr 397 w okręgu wyborczym nr 102 we Włocławku, uzyskując 6862 głosów ważnych, co przełożyło się na 4,92% poparcia.

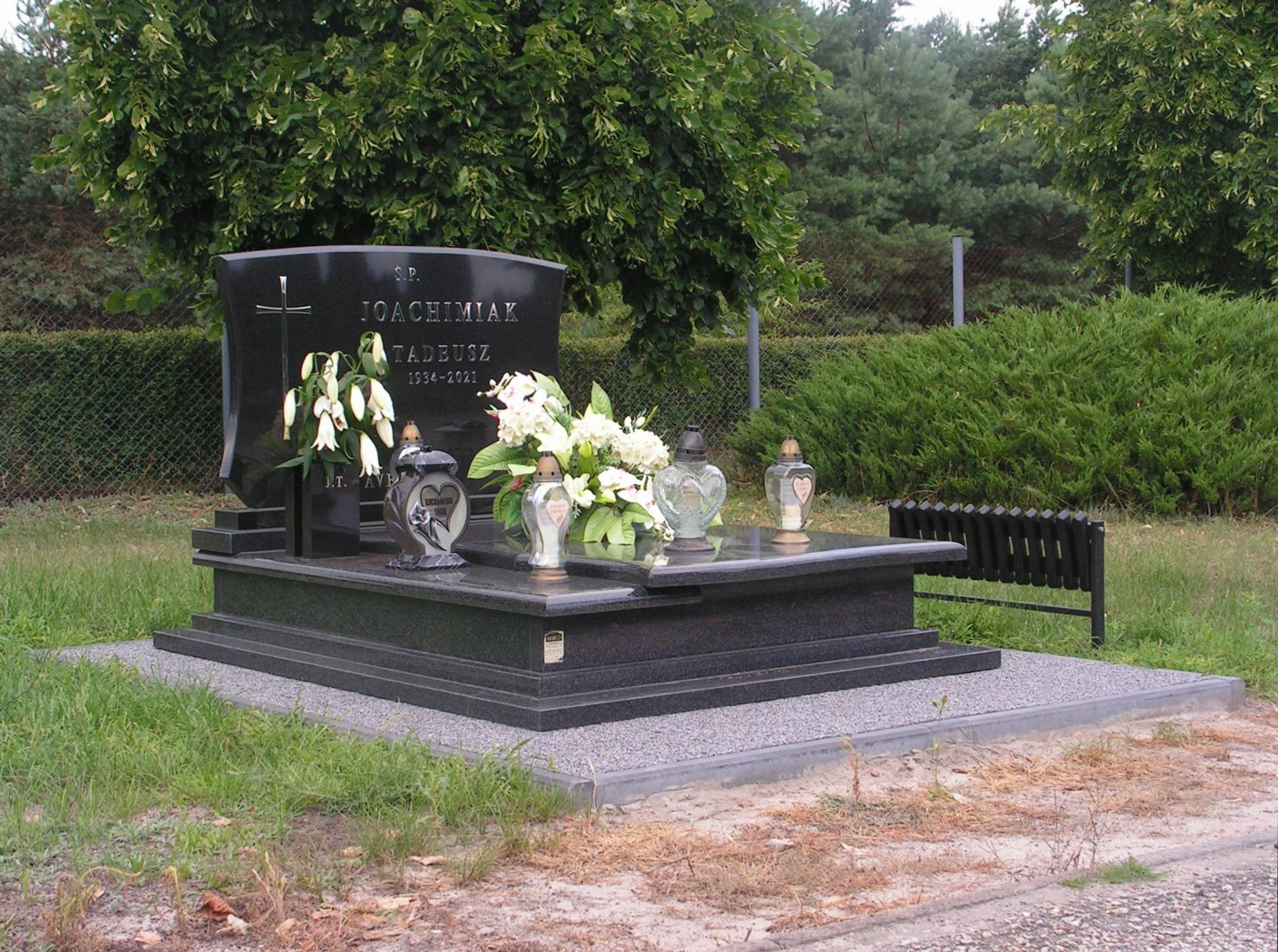
Grób Tadeusza Joachimiaka na filii Cmentarza Komunalnego w Pińczacie

Zmarł 28 stycznia 2021 r. we Włocławku. Pochowano go w filii Cmentarza Komunalnego we Włocławku w Pińczacie, w kw. 1Z/1/1. Jego pogrzeb odbył się 3 lutego 2021 r. Podczas uroczystości głos zabrali m.in. samorządowcy – Krzysztof Grządziel i obecny prezydent Włocławka Marek Wojtkowski.

## Działalność społeczna
Tadeusz Joachimiak zajmował się działalnością społeczną. Angażował się w działanie licznych organizacji społecznych i politycznych. Był członkiem Naczelnej Organizacji Technicznej. Przez wiele lat pełnił funkcję Prezesa Zarządu Wojewódzkiego NOT. Był nim co najmniej od 1982 do 2004 roku. Od 2 kwietnia 2002 do 24 września 2003 r. był jednym z członków założycieli Regionalnego Centrum Integracji Europejskiej we Włocławku.

## Odznaczenia
Za swoją działalność społeczną i polityczną został uhonorowany licznymi odznaczeniami państwowymi i branżowymi. 8 listopada 2001 r. odznaczono go Krzyżem Oficerskim Orderu Odrodzenia Polski.

## Upamiętnienie

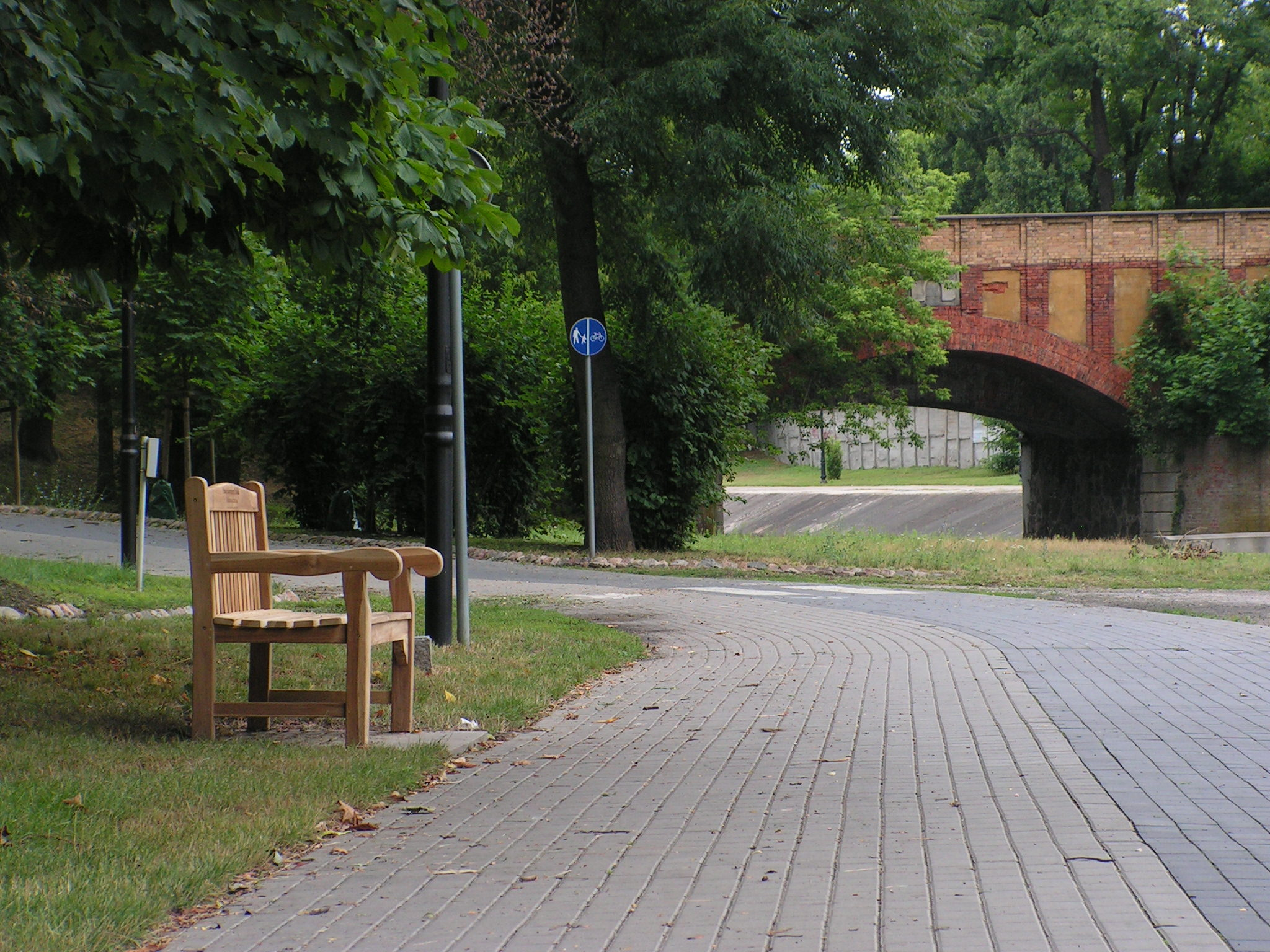
Ławka Tadeusza Joachimiaka na tle zabytkowego mostu w ciągu ul. Wyszyńskiego

7 lipca 2021 r. zainstalowano ławkę w Parku im. Henryka Sienkiewicza, upamiętniającą byłego prezydenta miasta. Pomysłodawcami i sponsorami upamiętnienia byli jego bliscy.